# Giải quần vợt Pháp Mở rộng 2018 - Đôi huyền thoại trên 45
Mansour Bahrami và Fabrice Santoro là đương kim vô địch và bảo vệ thành công danh hiệu của họ, đánh bại John McEnroe và Cédric Pioline trong trận chung kết, 6–1, 2–6, [12–10].

## Kết quả

### Từ viết tắt
| - Q = Vòng loại - WC = Đặc cách - LL = Thua cuộc may mắn - Alt = Thay thế - SE = Miễn đặc biệt | - PR = Bảo toàn thứ hạng - w/o = Thắng nhờ đối thủ rút lui trước trận đấu - r = Bỏ cuộc giữa trận đấu - d = Bị xử thua - SR = Xếp hạng đặc biệt |

### Chung kết
|  | Chung kết |                                 |   |   |      |  |
|  |           |                                 |   |   |      |  |
|  | C1        | John McEnroe Cédric Pioline     | 1 | 6 | [10] |  |
|  | D1        | Mansour Bahrami Fabrice Santoro | 6 | 2 | [12] |  |

### Bảng C
|    |                                  | J McEnroe C Pioline | H Leconte M Chang | S Bruguera Y El Aynaoui | RR W–L | Set W–L | Game W–L | Xếp hạng |
| C1 | John McEnroe Cédric Pioline      |                     | 6–2, 7–6(7–5)     | 6–4, 7–6(7–4)           | 2–0    | 4–0     | 26–18    | 1        |
| C2 | Henri Leconte Michael Chang      | 2–6, 6–7(5–7)       |                   | 4–6, 3–6                | 0–2    | 0–4     | 15–25    | 3        |
| C3 | Sergi Bruguera Younes El Aynaoui | 4–6, 6–7(4–7)       | 6–4, 6–3          |                         | 1–1    | 2–2     | 22–20    | 2        |

Tiêu chí xếp hạng: 1) Số trận thắng; 2) Số trận; 3) Số phần trăm set thắng hoặc game thắng (trong cuộc đấu tay ba); 4) Quyết định của ban tổ chức.

### Bảng D
|    |                                 | M Bahrami F Santoro | M Pernfors M Wilander | A Boetsch P Cash | RR W–L | Set W–L | Game W–L | Xếp hạng |
| D1 | Mansour Bahrami Fabrice Santoro |                     | 6–2, 6–4              | 6–3, 2–6, [10–7] | 2–0    | 4–1     | 21–15    | 1        |
| D2 | Mikael Pernfors Mats Wilander   | 2–6, 4–6            |                       | 7–5, 0–0, ret.   | 0–2    | 1–2     | 13–17    | 3        |
| D3 | Arnaud Boetsch Pat Cash         | 3–6, 6–2, [7–10]    | 5–7, 0–0, ret.        |                  | 1–1    | 1–3     | 14–16    | 2        |

Tiêu chí xếp hạng: 1) Số trận thắng; 2) Số trận; 3) Số phần trăm set thắng hoặc game thắng (trong cuộc đấu tay ba); 4) Quyết định của ban tổ chức.